# Municipio de Prairie (condado de Wilson)
El municipio de Prairie (en inglés: Prairie Township) es un municipio ubicado en el condado de Wilson en el estado estadounidense de Kansas. En el año 2010 tenía una población de 130 habitantes y una densidad poblacional de 1,67 personas por km².

## Geografía
El municipio de Prairie se encuentra ubicado en las coordenadas 37°36′19″N 95°49′21″O / 37.60528, -95.82250. Según la Oficina del Censo de los Estados Unidos, el municipio tiene una superficie total de 78.03 km², de la cual 77,62 km² corresponden a tierra firme y (0,53 %) 0,41 km² es agua.

## Demografía
Según el censo de 2010, había 130 personas residiendo en el municipio de Prairie. La densidad de población era de 1,67 hab./km². De los 130 habitantes, el municipio de Prairie estaba compuesto por el 93,85 % blancos, el 0,77 % eran asiáticos y el 5,38 % eran de una mezcla de razas. Del total de la población el 0 % eran hispanos o latinos de cualquier raza.